# Irish Cup 1889-90
Irish Cup 1889–90 var den tiende udgave af Irish Cup, og turneringen blev vundet af Gordon Highlanders FC, som dermed vandt turneringen for første gang. Finalen mod Cliftonville FC blev spillet den 8. marts 1890 og endte 2-2. Omkampen blev spillet den 12. april 1890, hvor Gordon Highlanders FC vandt med 3-0.

## Udvalgte resultater

### Semifinaler
| Dato   | Kamp                               | Res.   | Spillested            |
| ------ | ---------------------------------- | ------ | --------------------- |
| 25.1.  | Cliftonville FC – Dublin AFC       | [0]3–2 | Ulsterville, Belfast  |
| 1.2.   | Gordon Highlander FC – Linfield FC | 2–1    | Ulsterville, Belfast  |
| Omkamp |                                    |        |                       |
| 8.2.   | Cliftonville FC – Dublin AFC       | 4–2    | Ballynafeigh, Belfast |

### Finale
| Dato   | Kamp                                    | Res. | Spillested                           |
| ------ | --------------------------------------- | ---- | ------------------------------------ |
| 8.3.   | Gordon Highlanders FC – Cliftonville FC | 2–2  | Ulster Ground, Ballynafeigh, Belfast |
| Omkamp |                                         |      |                                      |
| 12.4.  | Gordon Highlanders FC – Cliftonville FC | 3–0  | Ulsterville, Belfast                 |